# Asphalt 3: Street Rules
Asphalt 3: Street Rules — гоночная видеоигра от Gameloft Shanghai, выпущенная в 2006 году для мобильных телефонов на базе Java, в 2007 году — для мобильных телефонов без Java, а также выпущенная в 2008 году для игровой платформы Nokia N-Gage 2.0. Третья крупная игра серии Asphalt. Это первая мобильная игра, в которую играют на соревнованиях World Cyber Games. И это была первая игра в серии, не выпущенная для Nintendo DS.
Игровой процесс включает в себя режим «Мгновенная гонка», в котором игрок участвует в гонке в случайном городе с любой из принадлежащих игроку машин, и режим «Карьера», который является сердцем игры. Игрок начинает с Mini Cooper S и имеет возможность разблокировать 11 других спортивных автомобилей и мотоциклов, каждый со своей настройкой. Начальная игра заканчивается, когда игрок завершил все гонки с призовым местом. Окончательный финал наступает, когда игрок получает «золото» во всех соревнованиях и, таким образом, объявляется лучшим в «лиге подземных гонок». Даже после завершения режима карьеры игрок может принять участие в любом из событий, чтобы заработать больше денег.

## Геймплей
Геймплей состоит из множества событий:
- Гонка: игрок начинает с нижней части сетки и соревнуется с семью другими гонщиками, основная цель которых — финишировать первым в конце трех кругов, избегая при этом полицейских крейсеров и дорожных заграждений.
- Дуэль: гонка «один на один», в которой игрок должен догнать и обогнать единственного противника, чтобы финишировать первым в конце двух кругов для победы.
- Победить их всех: в этом режиме цель игрока — разбить определенное количество конкурирующих гоночных или полицейских машин до конца третьего круга.
- Полицейская погоня: в этом режиме гонщик берет на себя роль полицейского с целью разбить гонщика-босса, не нанеся вреда другим гонщикам и гражданским машинам. Игрок начинает с 30 000 долларов наличными и теряет деньги каждый раз, когда они наносят «сопутствующий ущерб».
- Денежная атака: этот режим похож на обычную гонку, за исключением дополнительной цели заработать как можно больше денег с помощью незаконных действий, таких как дрифты, превышение скорости и тейкдауны.
- Дисквалификация в гонке означает, что игрок не смог закончить гонку, даже если все остальные гонщики закончили гонку. Когда игрок дисквалифицируется, его транспортное средство разбивается, и он зарабатывает наименьшее количество кредитов или вообще не получает их вообще.

В Asphalt 3: Street Rules тип гонки с преследованием полицейских строго запрещает любые виды аварий и немедленно дисквалифицирует игрока в случае аварии.

## Критика
Asphalt 3: Street Rules получила в основном положительные отзывы, однако, как и более ранние игры в серии, осталась в тени более популярных частей. На VTimes третья игра получила 7.7 баллов из 10 на основе 2 отзывов. На Gamer Info Уличные правила получили 4.3/5 на основе 8 отзывов.